# 2000 في البرتغال
فيما يلي قوائم الأحداث التي وقعت خلال عام 2000 في البرتغال.

## سياسة

### انتهاء فترة المنصب
- 1 يناير – خوسيه نارسيسو دا كونا رودريغوس Public Prosecutor General of Portugal  [لغات أخرى]‏.

## رياضة
- 1 يناير – بطولة العالم للعدو الريفي 2000
- 1 يناير – بطولة إستوريل المفتوحة 2000 - زوجي الرجال الفائز دونالد جونسون.
- 1 يناير – بطولة إستوريل المفتوحة 2000 - زوجي السيدات الفائز تينا كريزان.
- 1 يناير – بطولة إستوريل المفتوحة 2000 - فردي الرجال الفائز كارلوس مويا.
- 1 يناير – بطولة إستوريل المفتوحة 2000 - فردي السيدات الفائز أنكه هوبر.
- 1 يناير – جائزة البرتغال الكبرى للدراجات النارية 2000
- 1 يناير – رالي البرتغال 2000

## مواليد

### أبريل
- 21 أبريل – فرانسيسكا خورخي لاعبة كرة مضرب برتغالية.

### مايو
- 22 مايو – رافاييل كاماتشو
- 30 مايو – أندريه ألميدا لاعب كرة قدم برتغالي.

### سبتمبر
- 8 سبتمبر – ديوغو ألميدا

## وفيات

### يناير
- 19 يناير – أنسيلمو فرنانديز (مواليد 1918)

### يونيو
- 26 يونيو – ألبرتو ريبيرو (مواليد 1920)

### يوليو
- 5 يوليو – إدغار كاردوسو (مواليد 1913) مهندس برتغالي.